# La mitad del cielo
La mitad del cielo es una película española estrenada en 1986. Escrita y dirigida por Manuel Gutiérrez Aragón y protagonizada por Ángela Molina, fue Concha de Oro a la mejor película y Concha de Plata a la mejor actriz en el Festival de Cine de San Sebastián.

## Argumento
En 1959 en un valle de Cantabria, Rosa, hija de una humilde familia, se casa con un afilador, un vagabundo de los caminos, que muere más tarde en la cárcel. Rosa, con su hija Olvido, se traslada a Madrid, donde se coloca de ama de cría en casa de Don Pedro, un jefe de abastos. Gracias a él, consigue un puesto de casquería en un importante mercado y desde ahí comienza una meteórica carrera. Abre un restaurante que se convierte en centro de reunión de políticos, intelectuales, hombres de empresa...

## Reparto
| Actor                 | Personaje       |
| --------------------- | --------------- |
| Ángela Molina         | Rosa            |
| Margarita Lozano      | Abuela          |
| Fernando Fernán Gómez | Don Pedro       |
| Antonio Valero        | José            |
| Nacho Martínez        | Delgado         |
| Santiago Ramos        | Antonio         |
| Carolina Silva        | Olvido          |
| Francisco Merino      | Ramiro          |
| Enriqueta Carballeira | Hermana de Rosa |

## Rodaje y producción
El rodaje se realizó en Cantabria y en la Comunidad de Madrid.

## Palmarés cinematográfico
Festival Internacional de Cine de San Sebastián
| Categoría                         | Persona                           | Resultado |
| --------------------------------- | --------------------------------- | --------- |
| Concha de Oro a la mejor película | Concha de Oro a la mejor película | Ganadora  |
| Concha de Plata a la mejor actriz | Ángela Molina                     | Ganadora  |

1ª edición de los Premios Goya
| Categoría                 | Persona/Grupo     | Resultado |
| ------------------------- | ----------------- | --------- |
| Mejor película            | Mejor película    | Candidata |
| Mejor actriz protagonista | Ángela Molina     | Candidata |
| Mejor música original     | Milladoiro        | Ganador   |
| Mejor fotografía          | José Luis Alcaine | Candidato |
| Mejor diseño de vestuario | Gerardo Vera      | Candidato |

Fotogramas de Plata 1986
| Categoría               | Persona                 | Resultado |
| ----------------------- | ----------------------- | --------- |
| Mejor película española | Mejor película española | Ganadora  |
| Mejor actriz de cine    | Ángela Molina           | Ganadora  |
| Mejor actor de cine     | Fernando Fernán Gómez   | Ganador   |
| Mejor actor de cine     | Nacho Martínez          | Candidato |

Premios ACE (Nueva York)
| Categoría               | Persona          | Resultado |
| ----------------------- | ---------------- | --------- |
| Mejor actriz secundaria | Margarita Lozano | Ganadora  |

## Comentarios del director
El título  de la película tiene su origen en una frase de Confucio. Como en China las mujeres han sido siempre maltratadas, algunos filósofos intentaron dignificar su papel, y de ahí que Confucio dijera que las mujeres eran la mitad del cielo.